# Antonio Esparza
Pour les articles homonymes, voir Esparza.
Esparza  Sanz est un nom espagnol. Le premier nom de famille, en général paternel, est Esparza ; le second, en général maternel, souvent omis, est Sanz.
Antonio Esparza Sanz (né le 6 janvier 1962 à Sabadell dans la province de Barcelone en Catalogne) est un coureur cycliste espagnol. Il évolue au niveau professionnel entre 1984 et 1992. 

## Biographie
Il s'est particulièrement distingué lors du Tour d'Espagne 1987 en remportant deux étapes. Son frère aîné Manuel a également été coureur cycliste professionnel.

## Palmarès et résultats

### Palmarès amateur
- 1981
  -  Champion d'Espagne de vitesse
  -  Champion d'Espagne du kilomètre
- 1982
  - 4e étape de la Cinturón a Mallorca

### Palmarès professionnel
- 1985
  - 5e étape du Tour de Galice
  - Circuit de Getxo
  - 3e de la Clásica de Sabiñánigo
- 1986
  - Trofeo Masferrer (avec José Luis Laguía)
- 1987
  - 9e[1] et 15e étapes du Tour d'Espagne
  - 1re étape du Tour des vallées minières
  - 3e du Tour de Castille-et-León
- 1988
  - 2e du Trofeo Masferrer
- 1989
  - 2ea étape du Tour de Murcie
- 1992
  - 2e du Trofeo Soller

### Résultats sur les grands tours

#### Tour d'Espagne
7 participations
- 1984 : 89e
- 1985 : non-partant (14e étape)
- 1987 : abandon (19e étape), vainqueur des 9e[1] et 15e étapes
- 1989 : 89e
- 1990 : 111e
- 1991 : hors délais (12e étape)
- 1992 : 139e, vainqueur du classement des metas volantes